# Eurytoma flavicrus
Eurytoma flavicrus är en stekelart som beskrevs av Bugbee 1967. Eurytoma flavicrus ingår i släktet Eurytoma och familjen kragglanssteklar. Inga underarter finns listade i Catalogue of Life.